# SG-1000
SG-1000 (яп. エスジー・セン, Есудзі: Сен) — домашня гральна приставка виробництва компанії Sega, випущена в Японії, Австралії та інших регіонах. Це була перша спроба Sega зайнятися виробництвом домашнього ігрового обладнання. Представлена в 1983 році, SG -1000 була випущена в той самий день, коли Nintendo випустила Family Computer в Японії. SG-1000 була випущена в кількох варіантах, в число яких входили домашній комп'ютер SC-3000 і оновлена версія SG-1000 II, випущена в 1984 році. Третя версія приставки, Sega Mark III, була випущена в 1985 році, і, на відміну від попередніх варіантів, оснащувалася спеціалізованим відеопроцесором. Sega Mark III лягла в основу Master System, яка вийшла в 1986 році, - першої приставки компанії Sega, яка продавалася по всьому світу.
Приставка була розроблена у відповідь на спад в індустрії аркадних ігор, який почався в 1982 році. SG-1000 була розроблена за порадою Хаяо Накаями, президента компанії Sega Enterprises, Ltd. Невдовзі після випуску приставки компанія Sega Enterprises була продана корпорації CSK Corporation, після чого було видано другу версію приставки, SG-1000 II. І SC-3000 і SG-1000 мають бібліотеку з 76 ігор на гральних картриджах і 29 ігор на картках Sega My Card, і всі вони повністю сумісні з Mark III і японською версією Master System.

## Історія
На початку 1980-х років Sega Enterprises, Inc. була дочірньою компанією американського конгломерату Gulf and Western та однією з найбільших виробників аркадних ігор у Сполучених Штатах, її доходи до 1982 року склали 214 мільйонів доларів. Спад в індустрії аркадних ігор, що почалася в 1982 році, негативно вплинув на компанію, що змусило Gulf and Western продати належний їм північноамериканський підрозділ Sega, що займався виробництвом та ліцензуванням комп'ютерних ігор. Його купила компанія Bally Manufacturing. Конгломерат зберіг за собою дочірню японську компанію, Sega Enterprises, Ltd., а також північноамериканський підрозділ з досліджень і розробок. Із занепадом аркадного бізнесу керівники Gulf and Western звернулися до президента Sega Enterprises, Хаяо Накаями, по пораду про те, як діяти. Накаяма запропонував компанії використовувати свій досвід створення апаратного забезпечення, накопичений за роки роботи в індустрії аркадних автоматів. Це повинно було дозволити вийти на японський ринок домашніх ігрових приставок, який на той момент був у зародковому стані. Накаямі дали дозвіл на роботи за даним проектом. Першою розробленою моделлю став SC-3000, комп'ютер з вбудованою клавіатурою, але коли Sega дізналася про плани Nintendo з випуску ігрової приставки, вона почала розробку SG-1000 паралельно з SC-3000. Для зниження витрат і забезпечення достатнього терміну служби Sega вирішила створити платформу з популярних готових складників.
SG-1000 почала продаватися в Японії 15 липня 1983 року за ціною 15 000 єн, що відбулося в той самий день, коли корпорація Nintendo випустила свою приставку Family Computer. Вона була випущена одночасно з комп'ютером Sega Personal Computer SC-3000, а також модернізованим SC-3000H. Незважаючи на те, що Sega випустила SG -1000 тільки для Японії, для інших ринків були створені версії зі зміненим брендингом. Майже одночасно з випуском в Японії, SG -1000 почала продаватися в Австралії і Новій Зеландії компаніями John Sands Electronics і Grandstand Leisure відповідно. Приставка також була випущена в Італії та Іспанії, однак вона так і не надійшла в продаж на ринки США, Великої Британії та Німеччини. Незважаючи на це, в США і на Тайвані було несанкціоновано розроблено і випущено систему-клон під назвою Telegames Personal Arcade. Даний клон міг відтворювати ігри як від SG-1000, так і від ColecoVision. Компанією Aaronix на Тайвані було випущено свою версію SG-1000. Приставка мала на Тайвані недовгу популярність, поки ринок не захопили дешевші клони Famicom.
Запуск SG-1000 не увінчався успіхом. Три стартові гри були портовані з аркадного автомата Sega VIC Dual, однак їм не вистачало популярності, подібної до стартових ігор Famicom — Donkey Kong, Donkey Kong Jr. і Popeye. Однак, почасти завдяки більш стабільному потоку видань ігор для системи, Sega змогла продати 160 000 пристроїв, що значно перевищило початковий прогноз на 50 000 проданих пристроїв. Цьому також допомогло відкликання частини приставок Famicom, проведене компанією Nintendo через несправності схеми. Хідекі Сато, колишній керівник відділу розробки споживчого обладнання компанії Sega, заявив, що оскільки Sega не очікувала настільки хороших продажів SG-1000, компанія зацікавилася розробкою ігрових приставок.
Однак незабаром після початку продажів приставки корпорація Gulf and Western стала позбавлятися від своїх непрофільних бізнесів у зв'язку зі смертю свого засновника Чарльза Блюндорна. У 1984 році Накаяма і колишній генеральний директор Sega Девід Розен, за фінансової підтримки від CSK Corporation, купили японський підрозділ. Його генеральним директором був призначений Накаяма, і згодом він був перетворений на Sega Enterprises, Ltd. Після цього придбання Sega 31 липня 1984 року випустила іншу приставку — SG-1000 II — за ту ж ціну в 15 000 ієн. Вона зазнала деяких змін у порівнянні з оригінальною моделлю — наприклад, контролери стали відокремлюваними. Ведучому розробнику споживчого апаратного забезпечення компанії Sega, Хідекі Сато, не подобалися оригінальні картриджі приставки, і він заявляв що коли вони вставляються в приставку, то виглядають як «маленькі чорні надгробки». Пізніше він зазначив, що його найбільшим досягненням в епоху SG-1000 стала заміна їх на «веселіші» кишенькові картриджі Sega My Cards. Sega також найняла популярний японський комедійний дует Tunnels для того, щоб забезпечити приставці рекламну підтримку.
До 1984 році Famicom стала випереджати SG-1000 з продажу. У Famicom було більш досконале апаратне забезпечення, що дозволяло виконувати більш плавну бічну прокрутку і використовувати більше кольорів у спрайтах, і Nintendo до того ж розширила свою бібліотеку ігор, залучаючи сторонніх розробників. Sega була менш зацікавлена у співпраці з тими ж компаніями, оскільки вона змагалася з ними ж у виробництві ігрових автоматів. Також виникла конкуренція з боку ігрових приставок компаній Tomy і Bandai. В результаті у 1985 році було випущено приставку Sega Mark III, яка згодом була перевидана у всьому світі під назвою Master System. Останньою випущеною грою для SG-1000 стала Portrait of Loretta, гра про Шерлока Холмса, що вийшла 18 лютого 1987 року. У 2006 році абонентський ігровий сервіс GameTap додав емулятор SG-1000 і кілька ігор для нього.

## Технічні характеристики

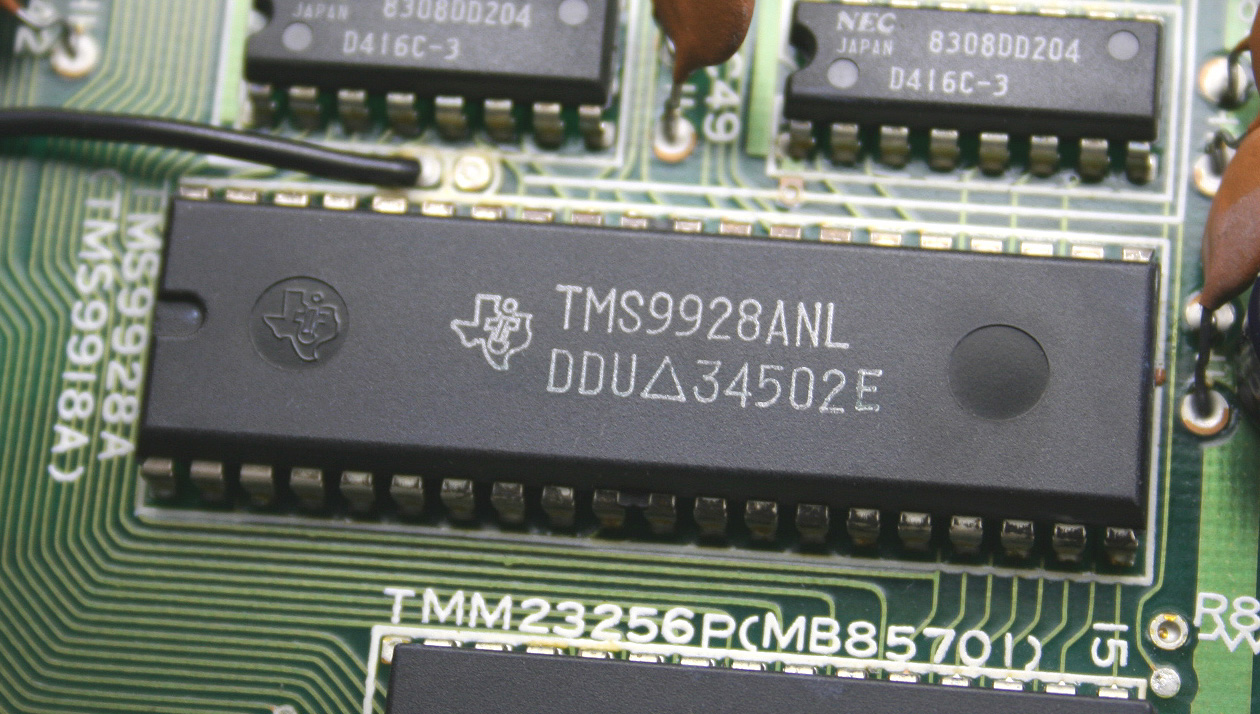
Відеопроцесор TMS9928A, використаний у SG-1000

Центральним процесором є 8-розрядний Zilog Z80, що працює на частоті 3,58 МГц у SG-1000 і SG-1000 II і на частоті 4 МГц у SC-3000. Відеопроцесор системи — Texas Instruments TMS9928A, здатний відображати до 16 кольорів, а звуковий процесор — Texas Instruments SN76489. Всі ці три мікросхеми також використовувалися в приставці ColecoVision. Оперативна пам'ять системи становить 8 кбіт (1 кБ). Контролери у першій версії системи жорстко підключені до корпусу, але в другій версії вони були зроблені відокремлюваними. Відео та звук виводяться через радіочастотний спліттер. Живлення подається через роз'єм постійного струму напругою 9 В, що підключається до адаптера змінного струму.
Для серії SG -1000 існує кілька видів периферійних пристроїв. Клавіатура SK-1100 була випущена за ціною 13 800 ієн, сумісна з усіма моделями, і підключається через роз'єм розширення. Було створено кілька видів контролерів, серед яких джойстик SJ-200, жорстко прикріплений до SG-1000, і джойпад SJ-150, призначений для використання з SG -1000 II. Для таких ігор як Monaco GP було випущено комп'ютерне кермо з маркуванням SH-400. C-1000 Card Catcher, випущений за ціною 1000 єн, дозволяв гравцям запускати ігри з карток Sega My Card. Також існувало додаткове приладдя, призначене винятково для використання з SC-3000 — касетний магнітофон SR-1000, 4-колірний плотерний принтер SP-400 і пристрій розширення SF-7000, який додає флопі-дисковод і додаткову пам'ять.

## Бібліотека ігор

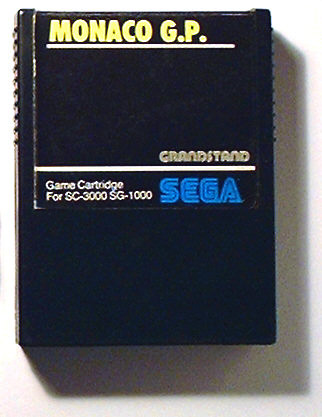
Картридж SG-1000

Бібліотека SG-1000 налічує 42 гри на картриджах та 29 видань на Sega My Card, які вимагають доповнення Card Catcher. Всі вони запускаються на кожній моделі, однак крім них також існує 26 картриджів для SC-3000 з навчальними програмами і засобами для програмування, і які можуть бути відтворені на SG-1000 тільки за умови наявності клавіатури SK-1100. Всі з них так само сумісні з Sega Mark III і Master System. Серед ігор, випущених для цієї консолі, є такі ігри, як Flicky, Congo Bongo, Sega-Galaga і Girl's Garden. Girl's Garden стала першою грою, розробленою Юдзі Накою, який пізніше створив серію ігор Sonic the Hedgehog. До 1984 року ігри продавалися в коробках і з посібниками англійською та японською мовами. Потім посібники стали тільки японською і розмір коробок зменшився. Хідекі Сато заявив, що в той час у компанії Sega не було достатньої кількості працівників для розробки ігор для приставки.
Ігри для серії SC-3000/SG-1000 продовжували випускатися і після виходу Mark III в 1985 році, при цьому в рекламі цих ігор згадували також сумісність з Mark III. Останніми двома іграми, випущеними на картриджах для SC-3000/SG-1000 стали The Castle 1986 року і Portrait of Loretta 1987 року. Ці ігри продавалися в коробках золотого кольору, схожих на японські картриджі для Mark III/Master System, причому Portrait of Loretta була брендована «Gold Cartridge». Останньою грою, випущеною на картках Sega My Card, стала The Black Onyx, що вийшла в 1987 році.

## Спадок
SG-1000 мало вплинула на індустрію відеоігор, проте вважається першою ігровою приставкою Sega. Оглядач Retro Gamer Дам'єн Макферран писав, що вона була «жахливим провалом», але також назвав її і SG-1000 II «японськими прабатьками Master System». Написавши статтю для Wired, Кріс Колер розкритикував поганий відгук джойстика приставки і відсутність RCA-виходу. Він писав, що час випуску приставки зашкодив її успіху: «хоча якість графіки була краща, ніж у більшості приставок на ринку, в тому ж місяці вийшла Famicom від Nintendo, яка змінила світ, у якої були приголомшливі ігри, такі як Donkey Kong, і яка могла бігати колами навколо приставки Sega». Про її спадок Колер прокоментував, що «небагато чули про неї, ще менше грали в неї, і ігри все одно були не такими вже й хорошими». Люк Планкет з Kotaku, навпаки, визнав, що «хоч це і звучить все так, ніби SG-1000 була невдалою, вона все ж була важливою для розвитку бізнесу домашніх приставок компанії Sega».
Хідекі Сато позитивно відгукнувся про інновації, здійснені в розробці SG-1000, але визнав, що приставка мала обмеження через те, що ринок був досить новим, і що в той час у Sega не було досвіду в розробці приставок для відеоігор. За словами Сато, «проблема полягала в тому, що, хоча ми знали, як робити аркадні ігри, насправді ми нічого не знали про розробку приставок. Насправді, сама ідея про „споживчий“ ринок відеоігор тоді була нечуваною: тоді це була просто ідея про „новий бізнес“».